# Письмо (фильм, 1967)
«Письмо» — советский чёрно-белый короткометражный художественный фильм, снятый в 1967 году режиссёром Юрием Роговым на киностудии «Мосфильм» по сценарию Ирины Ракши.
Премьера фильма состоялась в феврале 1968 года.

## Сюжет
В годы войны, в деревню приезжают студентки Лена и Надя. Вечером к ним приходит Вера, муж которой пропал без вести на войне, и просит помочь ей написать письмо мужу. Лена, под диктовку Веры, пишет письмо о детях, о доме, с приветами от родных и знакомых. В завершении написания Вера называет адрес, и Лена указывает его на конверте.

## В ролях
- Светлана Коновалова — Вера
- Маргарита Мерино — Лена
- Александр Лебедев — солдат
- Лариса Виккел — Надя
- Галина Комарова — Маша
- Любовь Калюжная — хозяйка

## Съёмочная группа
- Автор сценария: Ирина Ракша
- Режиссёр-постановщик: Юрий Рогов
- Оператор: А. Егоров
- Художник-постановщик: Пётр Веременко
- Композитор: Евгений Птичкин
- Звукооператор: Анатолий Павлов
- Гримёр: Изабелла Байкова
- Монтажёр: П. Чечеткина
- Редактор: Г. Боголепов
- Директор картины: Р. Гиммельфарб